# Golf tại Đại hội Thể thao Đông Nam Á 2013
Golf tại Đại hội Thể thao Đông Nam Á 2013 diễn ra tại Sân golf Royal Myanmar, Naypyidaw, Myanmar, từ 15 đến 18 tháng 12 năm 2013.

## Kết quả

### Nam
| Nội dung | Vàng                                                                                         | Bạc                                                                            | Đồng                                                                                          |
| -------- | -------------------------------------------------------------------------------------------- | ------------------------------------------------------------------------------ | --------------------------------------------------------------------------------------------- |
| Cá nhân  | Danthai Boonma · Thái Lan                                                                    | Gavin Kyle Green · Malaysia                                                    | Poom Saksansin · Thái Lan                                                                     |
| Đồng đội | Thái Lan (THA) · Danthai Boonma · Poom Saksansin · Natipong Srithong · Nattawat Suvajanakorn | Myanmar (MYA) · Maung Maung Oo · Myo Win Aung · Thein Naing Soe · Ye Htet Aung | Malaysia (MAS) · Muhammad Abdul Manaf · Gavin Kyle Green · Khai Jei Low · Abel Tam Kwang Yuan |

### Nữ
| Nội dung | Vàng                                                                                     | Bạc                                                       | Đồng                                                                           |
| -------- | ---------------------------------------------------------------------------------------- | --------------------------------------------------------- | ------------------------------------------------------------------------------ |
| Cá nhân  | Princess Mary Superal · Philippines                                                      | Yin May Myo · Myanmar                                     | Tatiana Wijaya · Indonesia                                                     |
| Đồng đội | Philippines (PHI) · Katrina Pelen-Briones · Clare Amelia Legaspi · Princess Mary Superal | Myanmar (MYA) · Khin Mar Nwe · May Oo Khine · Yin May Myo | Thái Lan (THA) · Ornnicha Konsunthea · Benyapa Niphatsophon · Supamas Sangchan |

## Bảng huy chương
Chủ nhà
| 1    | Thái Lan (THA)    | 2 | 0 | 2 | 4  |
| 2    | Philippines (PHI) | 2 | 0 | 0 | 2  |
| 3    | Myanmar (MYA)     | 0 | 3 | 0 | 3  |
| 4    | Malaysia (MAS)    | 0 | 1 | 1 | 2  |
| 5    | Indonesia (INA)   | 0 | 0 | 1 | 1  |
| Tổng | Tổng              | 4 | 4 | 4 | 12 |